# (4077) Asuka
(4077) Asuka es un asteroide perteneciente al cinturón de asteroides, descubierto el 13 de diciembre de 1982 por Hiroki Kosai y su compañero astrónomo Kiichirō Furukawa desde el Observatorio Kiso, Monte Ontake, Japón.

## Designación y nombre
Designado provisionalmente como 1982 XV1. Fue nombrado Asuka en homenaje al período Asuka en Japón, cuando el budismo forma parte de la sociedad japonesa.